# گردیوالان
گردیوالان، روستایی در دهستان پارامون بخش گافر و پارامون شهرستان بشاگرد در استان هرمزگان ایران است.

## جمعیت
بر پایه سرشماری عمومی نفوس و مسکن در سال ۱۳۹۵، جمعیت این روستا برابر با ۱۳۰ نفر (۳۹ خانوار) بوده‌است. در حال حاضر نزدیک به ۱۷۰ نفر..